# Phidolopora avicularis
Phidolopora avicularis är en mossdjursart som först beskrevs av William MacGillivray 1883.  Phidolopora avicularis ingår i släktet Phidolopora och familjen Phidoloporidae. Inga underarter finns listade i Catalogue of Life.